# Disturbo da impegno sociale disinibito
Il disturbo da impegno sociale disinibito (abbreviato in DSED dall'inglese Disinhibited Social Engagement Disorder), o disturbo da attaccamento disinibito, è un disturbo dell'attaccamento che rende un bambino tendente ad avvicinarsi attivamente e interagire con adulti non familiari o estranei.
Secondo il Manuale diagnostico e statistico dei disturbi mentali, può compromettere in modo significativo le capacità dei bambini piccoli di relazionarsi con adulti e coetanei. Esempi comuni includono il sedersi sulle ginocchia di un'altra persona o allontanarsi con uno sconosciuto.
Il DSED è esclusivamente un disturbo dell'infanzia e di solito non viene diagnosticato prima dei nove mesi od oltre i cinque anni se i sintomi non sono comparsi prima. Neonati e bambini piccoli sono a rischio di sviluppare DSED se ricevono cure incoerenti o insufficienti da chi presta loro assistenza primariamente.

## Segni e sintomi
Il sintomo più comune è l'interazione insolita con estranei. Un bambino con DSED non mostra segni di paura o disagio quando parla, tocca o accompagna un estraneo adulto. Il DSED può causare sintomi comunemente associati al disturbo da deficit di attenzione e iperattività (ADHD) e può essere associato a ritardo cognitivo, del linguaggio e della verbalizzazione.

## Fattori di rischio
Il DSED è il risultato di caregiver primari incoerenti o assenti nei primi anni dell'infanzia. Bambini istituzionalizzati possono ricevere cure incoerenti o rimanere isolati durante il ricovero. Problemi genitoriali come problemi di salute mentale, depressione, disturbo della personalità, assenza, povertà, genitori adolescenti o abuso di sostanze interferiscono con l'attaccamento. Il DSED può avere anche sporadicamente una causa biologica (ad esempio, nella sindrome di Williams).

## Diagnosi
I criteri per il disturbo da impegno sociale disinibito nel DSM-5 sono:
A. Un modello di comportamento in cui un bambino si avvicina attivamente e interagisce con adulti non familiari e mostra almeno due dei seguenti comportamenti:
1. Ridotta o assenza di reticenza nell'avvicinarsi e interagire con adulti non familiari.
2. Comportamento verbale o fisico eccessivamente familiare (che non è coerente con i confini sociali sanciti culturalmente e in base all'età).
3. Diminuzione o assenza di controllo con un assistente adulto dopo avervi interagito, anche in contesti non familiari.
4. Disponibilità ad andarsene con un adulto sconosciuto con poca o nessuna esitazione.

B. I comportamenti di cui al criterio A non si limitano all'impulsività (come nel disturbo da deficit di attenzione ed iperattività) ma includono comportamenti socialmente disinibiti.
C. Il bambino ha ricevuto cure insufficienti come evidenziato da almeno uno dei seguenti criteri:
1. Abbandono o deprivazione sociale in cui i bisogni emotivi del bambino non sono soddisfatti dagli adulti che si prendono cura di lui.
2. Cambiamenti ripetuti degli assistenti primari che limitano la capacità di formare attaccamenti stabili (per esempio, frequenti cambiamenti nell'affido).
3. Allevamento in contesti insoliti che limitano gravemente le opportunità di formare attaccamenti selettivi (per esempio, istituti con un elevato rapporto tra bambini e tutori).

D. Si presume che la mancanza di cure di cui al criterio C sia responsabile del comportamento disturbato di cui al criterio A (ad esempio, i disturbi nel criterio A sono iniziati in seguito all'assistenza patogena descritta nel criterio C).
E. Il bambino ha un'età evolutiva di almeno nove mesi.

### Indicatori specifici
È considerato persistente se la durata è superiore a 12 mesi.
È considerato grave se sono presenti tutti i sintomi.
La definizione ICD-10 è: "Un modello particolare di funzionamento sociale anormale che si manifesta durante i primi cinque anni di vita e che tende a persistere nonostante i cambiamenti marcati nelle circostanze ambientali, ad esempio comportamento di attaccamento diffuso, non focalizzato in modo selettivo, ricerca di attenzione e comportamento indiscriminatamente amichevole, interazioni tra pari scarsamente modulate; a seconda delle circostanze, possono anche essere associati disturbi emotivi o comportamentali".

## Diagnosi differenziale
La diagnosi differenziale può essere esperita con il disturbo da deficit di attenzione e iperattività.
L'American Psychiatric Association considera "... il disturbo da impegno sociale disinibito assomiglia più da vicino all'ADHD; può verificarsi in bambini che non sono necessariamente privi di attaccamenti e possono aver stabilito o addirittura assicurato degli attaccamenti. I due disturbi differiscono in altri modi importanti, inclusi i correlati, il decorso e la risposta all'intervento, e per questi motivi sono considerati disturbi separati".

## Trattamento
Due approcci terapeutici efficaci sono la ludoterapia e la terapia espressiva che aiutano a formare l'attaccamento attraverso mezzi multisensoriali. Alcune terapie possono essere non verbali.

## Epidemiologia
L'incidenza esatta del disturbo non è nota. Negli individui ad alto rischio, il tasso di incidenza è del 20%.